# Propoziție incidentă
În sintaxă, propoziția incidentă este o propoziție care face parte dintr-o frază fără să aibă niciun raport sintactic cu restul acesteia. Această propoziție constituie o întrerupere în organizarea sintactică în care apare, o intervenție a enunțiatorului principal în enunțul altei persoane sau în propriul său enunț, cu diferite scopuri.
Propoziția incidentă este intercalată în altă propoziție, între două propoziții, sau plasată la sfârșitul frazei, mai rar la începutul ei. În vorbire se deosebește de restul frazei printr-o intonație cu înălțimea mai redusă, care este constantă, și uneori printr-un tempo diferit, fiind delimitată prin pauze. În scris, delimitarea este reprezentată, în funcție și de limbă, de paranteze, linii de pauză (obișnuite sau de lungimea liniei de dialog), ori virgule, uneori de o combinație a celor două din urmă.

## Propoziții incidente după scopul lor

### Raportarea vorbirii directe
O categorie de propoziții incidente constituie intervenții ale enunțiatorului principal în redarea de către el, de cele mai multe ori, a ceea ce enunță altă persoană, mai rar a ceea ce enunță el însuși. Aceasta se întâlnește frecvent în redarea dialogurilor și a monologurilor. Predicatul acestor propoziții este, în general, un verb de tipul a zice, a întreba sau a se gândi.
În unele limbi, ca româna, BCMS sau maghiara, topica în acest tip de propoziție este predicat + subiect, dacă acesta din urmă se exprimă prin cuvânt aparte, deci inversă față de cea obișnuită, indiferent dacă subiectul este exprimat prin substantiv sau pronume:
ro  Ba să te bați, ai auzit? izbucni deodată Polina cu un glas care parcă piui în liniștea dimineții (Marin Preda);
hu  „Esik az eső” – mondta János „Plouă, zise János”;
BCMS »Moji planovi«, hladno odgovori Ana, »tebe se ne tiču!« „Planurile mele – răspunse Ana cu răceală – nu se referă și la tine!”.
Și în limba franceză standard aceasta este topica, de exemplu:
L’argent, dit le sage, ne fait pas le bonheur „Banii, spune înțeleptul, nu aduc fericirea”;
« Quelle buse ! » pensai-je „«Ce gâscă!» mă gândii eu” (Propoziția incidentă contribuie la redarea gândului naratorului în același timp cu redarea unei expuneri) (Marcel Proust).
În registrul popular al acestei limbi, însă, topica este subiect + predicat dacă subiectul este un pronume personal, ex. Tu vois, il a dit à l’amoureux, ça c’est ma femme „Vezi tu – i-a zis îndrăgostitului – asta-i nevasta mea” (Jean Giono). De multe ori, în acest registru, incidenta este introdusă de conjuncția que: Siècle de vitesse ! qu’ils disent „Secolul vitezei! – zic ei” (Louis-Ferdinand Céline).
În limba engleză, cu pronume personal, topica este subiect + predicat, ex. ’Nice to see you,’ he said „Mă bucur că te văd, zise el”. Cu substantiv, topica poate fi aceasta, dar și predicat + subiect: ’I’m afraid not,’ the woman replied/replied the woman „Mă tem că nu, răspunse femeia”.

### Darea unor informații suplimentare
Mai ales în opere literare, comunicarea centrală este întreruptă de explicații, indicații ale naratorului asupra conținutului replicilor sau asupra mișcărilor și comportamentului personajelor, detalii asupra gândurilor lor interioare etc.. Exemple:
ro  Amicul nostru (mărturisesc astăzi că acela eram eu însumi)... s-a grăbit a schimba vorba (Alexandru Odobescu);
fr  Leurs chats, et ils en avaient beaucoup, avaient chacun leur panier „Pisicile lor – și aveau multe – aveau fiecare coșul ei”;
en  Her new boyfriend—his name is Jacob—will be coming over tonight „Prietenul ei cel nou – îl cheamă Jacob – va veni aici deseară”.

### Exprimarea modalității
Pe lângă alte mijloace, și prin propoziții incidente se poate exprima modalitatea, adică o gamă largă de atitudini ale enunțiatorului față de ceea ce comunică (certitudine, incertitudine, nuanțare, întărire, satisfacție, insatisfacție etc.), sau, și cu asemenea propoziții, enunțiatorul caută să-l convingă, să-l implice etc. pe destinatarul comunicării. Exemple:
ro  Am venit, dacă vrei să mă crezi, din întâmplare;
fr  Soit dit entre nous, il n’est guère consciencieux dans son travail „Fie vorba între noi, nu e prea conștiincios în muncă”;
en  As you know, things are difficult just now „După cum știi/știți, situația este dificilă acum”;
hu  Bözsi, úgy vélem, meggyógyult „Bözsi, cred eu, s-a vindecat”;
BCMS Stadion — to je sada jasno — neće biti završen na vreme „Stadionul – acum e clar – nu va fi gata la timp”.
Unele propoziții incidente modalizatoare în principiu sunt uneori golite total de sens în vorbire, inclusiv de cel modalizator, având eventual scopul de a câștiga timp, sau devenind ticuri verbale, precum:
ro  mă rog; cum să spun?; știu eu?; nu-i așa?; mă-nțelegi?; știi?;
en  I mean „vreau să spun”, you know? „știi?”, you see „vezi tu”;
fr  n’est-ce pas? „nu-i așa?”, voyez-vous „vedeți dumneavoastră”, comment dirais-je „cum să spun”;
hu  mit tudom én „știu eu?”, mondjuk „să zicem”;
BCMS znaš „știi”, znači „adică” (literal „înseamnă”).